# Кертис F8C
Кертис F8C (енгл. Curtiss F8C Falcon) је амерички вишенаменски морнарички ловац. Авион је први пут полетео 1928. године. 

Највећа брзина авиона при хоризонталном лету је износила 232 km/h.
Распон крила авиона је био 11,58 метара, а дужина трупа 8,51 метара. Празан авион је имао масу од 1141 килограма. Нормална полетна маса износила је око 1901 килограма. Био је наоружан са три митраљеза калибра 7,62 mm и бомбама до 227 кг.

## Наоружање
| Наоружање авиона: Кертис       |           |
| Ватрено (стрељачко) наоружање  |           |
| Топ                            |           |
| Митраљез                       |           |
| Број и ознака митраљеза        | 3         |
| Калибар                        | 7,62      |
| Бомбардерско наоружање (бомбе) |           |
| Класичне авио бомбе            | до 227 кг |
| Ракетно наоружање (ракете)     |           |